# Panneerselvam Iniyan
Panneerselvam Iniyan ou P. Iniyan est un joueur d'échecs indien né le 13 septembre 2002 à Erode.
Au 1er juillet 2025, il est le 23e joueur indien avec un classement Elo de 2 558 points.

## Biographie et carrière
En mars 2022, Iniyan finit 1er-3e, ex æquo avec les deux prodiges indiens Erigaisi Arjun et Dommaraju Gukesh, du 58e championnat d'Inde avec 8,5 points sur 10.
En février 2025, Iniyan finit deuxième au départage de l'Open de Cappelle-la-Grande, à égalité de points avec le vainqueur Mahel Boyer.
En mars 2025, Iniyan remporte le tournoi d'échecs du festival international des jeux de Cannes avec 7,5 points sur 9.
En juillet 2025, il remporte la  deuxième édition du trophée Dole d'Aix-en-Provence au départage avec 7,5 points sur 9.